# Emil du Bois-Reymond
Emil Heinrich du Bois-Reymond (7. listopadu 1818 Berlín – 26. prosince 1896 tamtéž) byl německý lékař a fyziolog, objevitel akčního potenciálu a zakladatel experimentální elektrofyziologie. Narodil se, pracoval a žil v Berlíně. Jedním z jeho mladších bratrů byl matematik Paul du Bois-Reymond.
Od roku 1999 na jeho počest každoročně uděluje Německá společnost fyziologů Du Bois-Reymondovu cenu pro vědce z oboru fyziologie.